# Jeitto
O Jeitto é um aplicativo fintech brasileiro de soluções de crédito fundado em 2014 por Carlos Paes de Barros, Fernando Silva e João Domingos Lencioni Neto. Disponível para download em dispositivos Android, o aplicativo oferece crédito de pequenos valores para a realização de transações digitais com foco em incluir financeiramente o público na faixa de renda C, D e E.

## História
Em 2009, Fernando Silva, um dos fundadores, foi à Nigéria para implementar um serviço de crédito representando uma instituição financeira europeia. Nessa viagem percebeu similaridades do mercado brasileiro com o nigeriano, como o nível de renda e dificuldade de acesso ao crédito. Além disso, teve contato com uma startup queniana chamada M-Pesa que serviu de inspiração para a fundação do Jeitto.
Após alguns anos de pesquisa, Carlos Paes de Barros, Fernando Silva e João Domingos Lencioni fundaram o Jeitto em 2014. Dois anos depois, em 2016, lançaram o aplicativo móvel para Android e em 2022 realizaram sua primeira rodada de captação com investimento da Rise Ventures.

## Prêmios
- 2017 - Vencedor na categoria Educação Financeira e Serviços Financeiros para Todos do Desafio de Negócios de Impacto Social[7]